# クレタ (企業)
株式会社クレタ（Kereta Co., Ltd.）は、「北海道軽パーク」の名称で事業を運営している、北海道苫小牧市に本社を置く自動車販売・整備事業者である。
2025年時点では、札幌市、北広島市、苫小牧市に店舗を展開している。
2023年「就職企業人気ランキング」北海道版（実施・マイナビ、日経）の就職人気企業13位。
学生に寄り添う丁寧な面談が評価され、20回以上対話を重ねる例もある。

## 沿革
- 1998年2月 - 有限会社クレタとして設立。
- 2002年1月 - 北海道運輸局より自動車分解整備事業の認証取得。
- 2002年9月 - 指定整備工場の認証を取得。
- 2004年11月 - スズキ自販北海道より副代理店の認可。
- 2006年7月 - ダイハツ北海道販売より「ダイハツピット店」の認可。
- 2009年9月 - 株式会社クレタへ商号変更。
- 2011年 - 中古車センター「ダタン」をオープン。
- 2012年 - 車検サービス「車検の速太郎 苫小牧店」オープン。
- 2014年 - 軽自動車専門店「クレタ札幌店」をオープン。
- 2016年 - 「車検の速太郎 札幌西店」オープン。
- 2019年12月 - 店舗ブランドを「北海道軽パーク」へ統一。
- 2020年 1月 - 北海道軽パーク北広島店オープン。
- 2021年 2月 - 車検の速太郎　北広島店オープン。
- 2022年 8月 - 北海道軽パーク札幌東店オープン。
- 2025年 3月 - 車検の速太郎　札幌東店オープン。

## 社会貢献活動
北海道軽パークでは、地域支援活動として、車両の販売や整備件数に応じて地域の福祉・教育団体などへ寄付を行う「カメの子プロジェクト」を継続的に実施している。